# Grace Wanjiru
Grace Wanjiru (Kenia, 10 de enero de 1979) es una atleta keniana, especialista en la prueba de 20 km marcha, en la que logró ser subcampeona africana en 2018

## Carrera deportiva
En el Campeonato Africano de Atletismo de 2018 celebrado en Asaba (Nigeria) ganó la medalla plata en los 20 km marcha, con un tiempo de 1:35:54 segundos, tras la etapa Yehualeye Beletew (oro con 1:31:47 segundos, récord nacional) y por delante de la tunecina Chahinez Nasri (bronce con 1:37:28 segundos).